# Malaincourt-sur-Meuse
Malaincourt-sur-Meuse – miejscowość i gmina we Francji, w regionie Grand Est, w departamencie Górna Marna.
Według danych na rok 1990 gminę zamieszkiwały 74 osoby, a gęstość zaludnienia wynosiła 19 osób/km².